# José Alirio Chizabas Torres
José Alirio Chizabas Torres (El Líbano, Departament del Tolima, 25 de gener de 1962) va ser un ciclista colombià que fou professional entre 1985 i 1990. De la seva carrera destaca una victòria d'etapa a la Volta a Catalunya i la Pujada al Naranco.

## Palmarès
- 1984
  - Vencedor d'una etapa de la Volta a Colòmbia
  - Vencedor d'una etapa del Clásico RCN
  - Vencedor d'una etapa de la Volta a Antioquia
- 1985
  - Vencedor d'una etapa de la Volta a Catalunya
  - 1r a la Pujada al Naranco
- 1986
  - Vencedor d'una etapa de la Volta a Burgos
- 1987
  - Vencedor d'una etapa de la Volta a Colòmbia

### Resultats a la Volta a Espanya
- 1986. Abandona
- 1987. Abandona
- 1988. 41è de la classificació general